# Ore contate
Ore contate (Catchfire - Backtrack) è un film del 1990 diretto e interpretato da Dennis Hopper, con la presenza di Jodie Foster.

## Trama
L'artista Anne Benton è una testimone fortuita di un omicidio di mafia, avvenuto per mano del boss Carelli. I malviventi, accortosi della donna, mandano due sicari che uccideranno invece il compagno di lei. La donna vorrebbe raccontare il tutto alle autorità, ma al momento della denuncia riconosce uno dei presenti all'omicidio nella persona dell'avvocato Luponi. La donna fugge in Messico inseguita da Milo, un sicario incaricato di eliminarla; i due finiranno con l'innamorarsi, vendicarsi dei mafiosi e fuggire verso la Nuova Zelanda, per iniziare una nuova vita.

## Produzione
Dennis Hopper utilizzò per questo film lo pseudonimo di Alan Smithee, nome associato, benché inventato, ad una ventina di pellicole. A causa di divergenze con la produzione, Hopper si dissociò dal progetto. In seguito, quando la pellicola venne distribuita per il mercato, Hopper venne riaccreditato come regista della pellicola.

### Cast
Il film vanta numerosi cameo di personaggi illustri, come Catherine Keener, Charlie Sheen, Bob Dylan, Joe Pesci, Alex Cox e Toni Basil.

## Distribuzione
Negli Stati Uniti il film fu distribuito per il mercato e alla televisione via cavo con il titolo Backtrack.

### Data di uscita
Il film venne distribuito in varie nazioni, fra cui:
- Stati Uniti d'America - Catchfire, 3 aprile 1990.
- Inghilterra - 25 gennaio 1991; in precedenza aveva partecipato all'Edinburgh International Film Festival nell'agosto 1990, e al London Film Festival nel novembre dello stesso anno.
- Turchia - Kaçis, giugno 1991.
- Portogallo - Testemunha Involuntária, 7 giugno 1991.

Altri titoli noti furono Camino de retorno utilizzato in Argentina e Spagna, Backtrack - i skottlinjen in Svezia, Lejemorderen in Danimarca e Une trop belle cible in Francia.